# Indian 25th Infantry Division
Indian 25th Infantry Division var en militär enhet (division) i Brittisk-indiska armén under andra världskriget.

## Historia
25th (Indian) Division sattes upp i augusti 1943 under befäl av generalmajor H.L. Davies. Divisionen utgjorde en del av brittiska XV Corps. Divisionen sattes in i strid för första gången i mars 1944 under Arrakankampanjen. Under januari 1945 kom divisionen att delta i den första större amfibielandstigningen i Sydostasien, då den landsattes vid Akyab Island. 

## Enheter i divisionen
- Divisionstrupper
- Headquarters Brigade
- 19th Lancers
- 7/16 Punjab Regt
- Divisional Artillery
- 8th Field Regiment, Royal Artillery
- 27th Field Regiment, RA
- 5th Indian Field Regiment, Indian Artillery
- 33rd Indian Mountain Regiment, IA
- 7th Indian AntiTank Regiment, IA
- 51st Indian Infantry Brigade - Brigadier T.H. Angus, Brigadier R.A. Hutton
- 8th Btn York & Lancs Regt
- 2/2 Punjab Regt
- 16/10 Baluch Regt
- 8/19 Hyderabad Regt
- 53rd Indian Infantry Brigade - Brig. G.A.P. Coldstream, Brig. A.G. O'Carroll-Scott, Brig. B.C.H. Gerry
- 9th Btn York & Lancs Regt
- 12/5 Maharatta Light Infantry
- 9/9 Jat Regt
- 4/18 Royal Garhwal Rifles
- 74th Indian Infantry Brigade - Brig. J.E. Hirst, Brig. J.C.W. Cargill
- 4th Btn Ox & Buck's Light Infantry
- 14/10 Baluch Regt
- 3/2 K.E.O. Gurkha Rifles
- 3rd Commando Brigade
- 42nd Royal Marine Commando
- 44th Royal Marine Commando
- 1st Army Commando
- 3rd Army Commando

## Emblembeskrivning
Divisionens emblem bestod av ett spader Ess mot grön bakgrund. Divisionen kom även att bli känd som Ace of Spades Division. 